# Монардес, Николас
Никола́с Бати́ста Мона́рдес (исп. Nicolás Bautista Monardes; 1493 — 10 октября 1588) — испанский ботаник и врач, в честь которого Карл Линней назвал род Монарда.

## Биография
Николас Монардес родился в 1493 году в городе Севилье. 
В 1537 году он женился на Каталине Моралес (исп. Catalina Morales), дочери Гарсии Переса Моралеса (исп. García Perez Morales), профессора в области медицины в Севилье. 
Николас Монардес проводил исследования в университете в Алькала-де-Энарес. В 1547 году он получил степень доктора наук в области медицины в городе Севилья.

## Научная деятельность
Николас Монардес опубликовал несколько книг. В книге Diálogo llamado pharmacodilosis (1536) он исследует гуманизм и предлагает изучить несколько классических авторов, преимущественно Диоскорида. 
В книге De Secanda Vena in pleuriti Inter Grecos et Arabes Concordia (1539) он обсуждает важность греческой и арабской медицины. 
Книга Николаса Монардеса De Rosa et partibus eius (1540) посвящена описанию роз и цитрусовых растений.   
Изучал наследие индейских народов испанских колоний в Америке в области медицины и фармакологии, в частности, использование листьев коки. Самая важная и известная научная работа Николаса Монардеса — Historia medicinal de las cosas que se traen de nuestras Indias Occidentales. Эта работа была опубликована в трёх частях под различными названиями в 1565, 1569 и в 1574 годах.

## Научные работы
- 1536: Diálogo llamado pharmacodilosis.
- 1539: De Secanda Vena in pleuriti Inter Grecos et Arabes Concordia.
- 1540: De Rosa et partibus eius.
- 1565: Dos libros, el uno que trata de todas las cosas que traen de nuestras Indias Occidentales que sierven al uso de Medicina.
- 1569: Dos libros, el uno que trata de todas las cosas que se traen de nuestras Indias Occidentales, que sirven al uso de la medicina, y el otro que trata de la piedra bezaar, y de la yerva escuerçonera.
- 1571: Segunda parte del libro des las cosas que se traen de nuestras Indias Occidentales, que sirven al uso de la medicina; do se trata del tabaco, y de la sassafras, y del carlo sancto, y de otras muchas yervas y plantas, simientes, y licores que agora nuevamente han venido de aqulellas partes, de grandes virtudes y maravillosos effectos.
- 1574: Primera y segunda y tercera partes de la historia medicinal de las cosas que se traen de nuestras Indias Occidentales, que sirven en medicina; Tratado de la piedra bezaar, y dela yerva escuerçonera; Dialogo de las grandezas del hierro, y de sus virtudes medicinales; Tratado de la nieve, y del beuer frio.
- 1580: Переиздание его прошлой публикации 1547 года.